# نوردوم راناریده
نوردوم راناریده (خمر: នរោត្តម រណឫទ្ធិ؛ ۲ ژانویهٔ ۱۹۴۴ – ۲۸ نوامبر ۲۰۲۱) سیاست‌مدار اهل کامبوج بود. وی دو بار از ۲ ژوئیه ۱۹۹۳ تا ۲۴ سپتامبر ۱۹۹۳ و از ۲۴ سپتامبر ۱۹۹۳ تا ۶ اوت ۱۹۹۷ نخست‌وزیر این کشور بود.
نوردوم راناریده در ۲۸ نوامبر ۲۰۲۱، در سن ۷۷ سالگی در فرانسه درگذشت.